# Eragrostis plurigluma
Eragrostis plurigluma är en gräsart som beskrevs av Charles Edward Hubbard. Eragrostis plurigluma ingår i släktet kärleksgrässläktet, och familjen gräs. Inga underarter finns listade i Catalogue of Life.